# Häätaru
Häätaru es una localidad del municipio de Kanepi, en el condado de Põlva, Estonia. Tiene una población estimada, en 2020, de 22 habitantes.
Está ubicada al oeste del condado, cerca de la frontera con los condados de Valga y Tartu, y al este del lago Võrtsjärv.